# 驚世
《驚世》（英語：The Event）是一部美國電視劇、糅合了科幻、動作、政治等要素。于2010年9月20日在NBC首播。該劇的第一季已經播畢，NBC表示不會續訂這部劇集。但仍有可能在Syfy頻道上以短劇形式播出。

## 外部連結
- 官方网站
- 互联网电影数据库（IMDb）上《驚世》的资料（英文）
- TruthSeeker Blog